# Space Cowboy
Space Cowboy, eg. Nick Dresti, född 5 mars 1975 är en fransk DJ, musikproducent och sångare.